# 正象曆
《正象曆》，又作《正象曆经》，是中国古代曆法，五代十国前蜀胡秀林編纂，屬於陰陽曆。
之前前蜀使用唐朝的《崇玄曆》，前蜀高祖武成二年（909年）十月初二，开始施行《永昌曆》。这两部历法都是胡秀林参与制定的，胡秀林在唐朝末年参与制定《崇玄曆》。永平二年（912年），前蜀国司天监胡秀林呈献《正象曆》一卷，皇帝王建命令取代《永昌曆》，颁行于前蜀境内。《正象曆》内容不详，使用到前蜀灭亡。